# Valea Mare-Pravăț
Valea Mare-Pravăț est une commune roumaine située dans le județ d'Argeș.